# 황금문 (예루살렘)

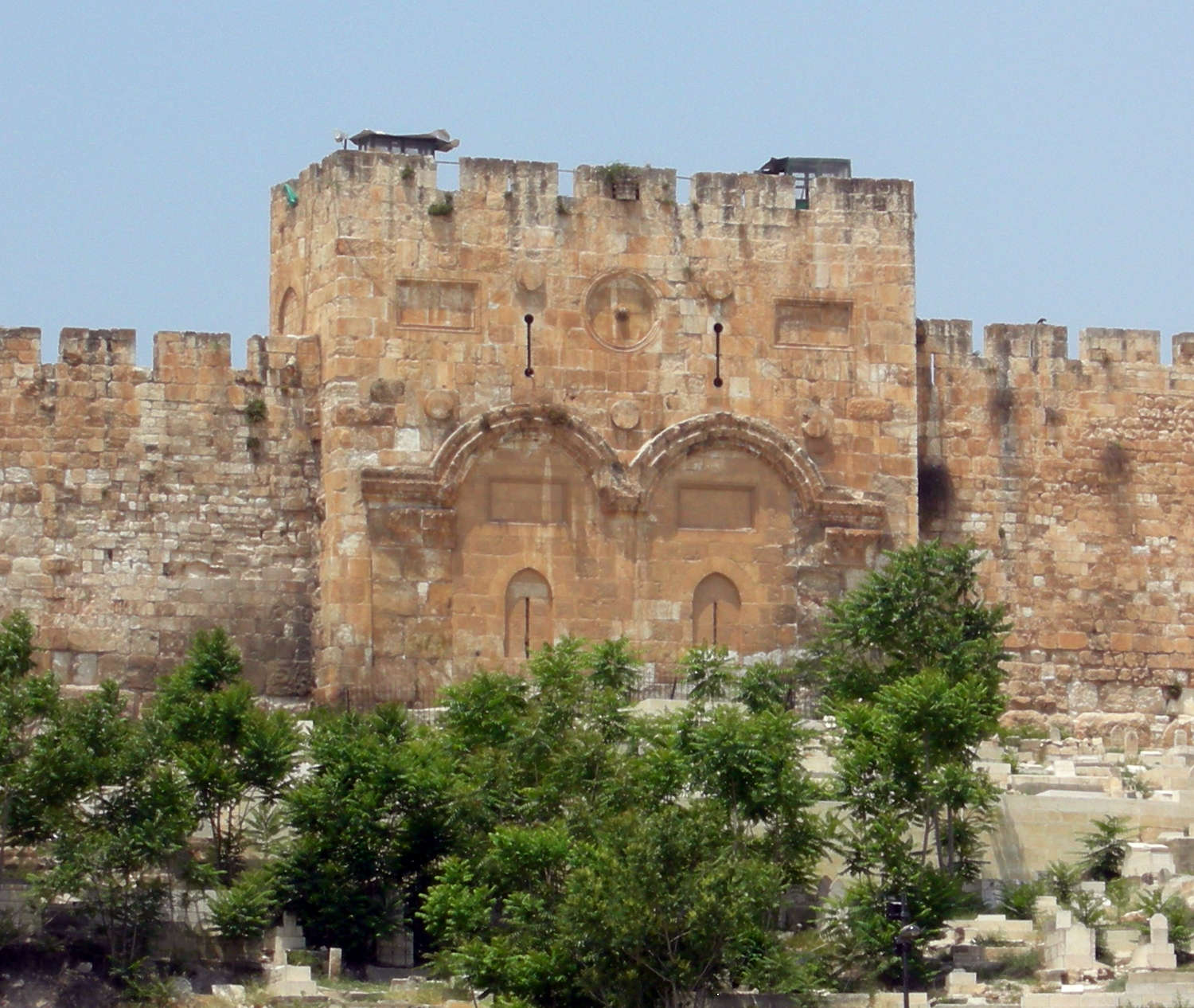
황금문

황금문(히브리어: ‏שער הרחמים, 아랍어: باب الرحمة)은 예루살렘의 성전산 동쪽 성벽에 위치한 성문이다.